# Stygiomysis aemete
Stygiomysis aemete är en kräftdjursart som beskrevs av Wagner 1992. Stygiomysis aemete ingår i släktet Stygiomysis och familjen Stygiomysidae. Inga underarter finns listade i Catalogue of Life.